# Marcos Spencer
Marcos Spencer Herrera (Ancón, Santa Elena, Ecuador 4 de octubre de 1927,  - Guayaquil, Ecuador, 27 de septiembre de 2008) fue un futbolista ecuatoriano que jugaba de delantero. Jugó en el Everest de Guayaquil y reforzó a Emelec en partidos amistosos.  Fue hermano de los también futbolistas Jorge y Alberto Spencer.  Marcos fue el descubridor de éste, ya que fue quien lo llevó a probarse al Everest.

## Biografía
Nacido en Ancón, un poblado de la Península de Santa Elena. Spencer era el hijo de un jamaiquino de origen británico. Fue un delantero de gran velocidad, por lo que fue apodado el Colectivo.

## Trayectoria
Mientras jugaba en el Club Los Andes, de Ancón, fue traído a Guayaquil y enrolado a Panamá, en la época del amateurismo en el Ecuador. Luego pasó a Everest.  En el profesionalismo jugó únicamente en el Everest desde 1951 hasta su retiro.

## Selección Provincial y Nacional
Marcos Spencer defendió en varias oportunidades la celeste y blanco de Guayas.
Spencer fue seleccionado del Ecuador para el Sudamericano de 1949 jugado en Brasil.

## Clubes

### Como jugador
| Club    | País    | Año       |
| ------- | ------- | --------- |
| Panamá  | Ecuador | 1946-1950 |
| Everest | Ecuador | 1951-1959 |